# Turkmenistan Airlines

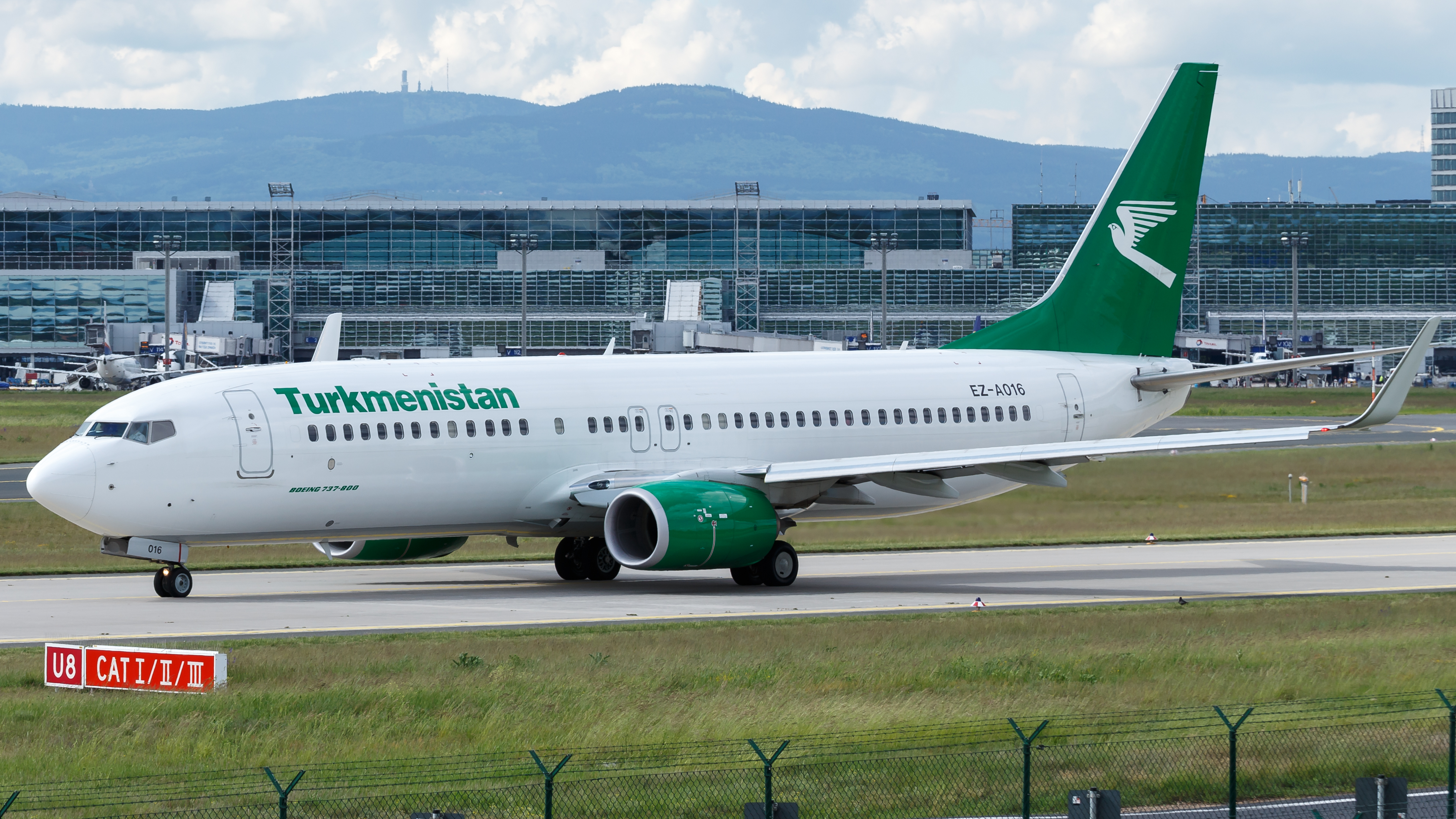
Boeing 737-800 da Turkmenistan Airlines.

A Turkmenistan Airlines é uma companhia aérea com sede em Asgabate, capital do Turcomenistão, foi fundada em 1992 e atualmente é a maior companhia aérea do país.